# بيلي باوتشر
بيلي باوتشر هو لاعب هوكي الجليد كندي، ولد في 10 نوفمبر 1899 في أوتاوا في كندا، وتوفي في 10 نوفمبر 1958 بسبب نوبة قلبية.

## وصلات خارجية
- بيلي باوتشر على موقع دوري الهوكي الوطني (الإنجليزية)
- بيلي باوتشر على موقع قاعة مشاهير الهوكي (لاعب أن.إتش.أل) (الإنجليزية)
- بيلي باوتشر على موقع EliteProspects.com (الإنجليزية)
- بيلي باوتشر على موقع Hockey-Reference.com (الإنجليزية)